# اندیس شرق کوه منارت
شرق کوه منارت یک اندیس فلزی است که در حوالی شهر دورکان استان کرمان قرار دارد و مادهٔ معدنی موجود در آن، مس است.سنگ میزبان این اندیس توف با چرت دانه ریز است و دیرینگی آن به دوران کرتاسه می‌رسد. در این اندیس، پاراژنز‌های پیریت یافت می‌شوند.